# فلوريدا (ماساتشوستس)
فلوريدا (بالإنجليزية: Florida, Massachusetts)‏ هي بلدة أمريكية تقع في الولايات المتحدة في ماساتشوستس. يقدر عدد سكانها بـ 752 نسمة ومساحتها 63.7 كم2 وترتفع عن سطح البحر 578 متر.